# Bruttia Crispina

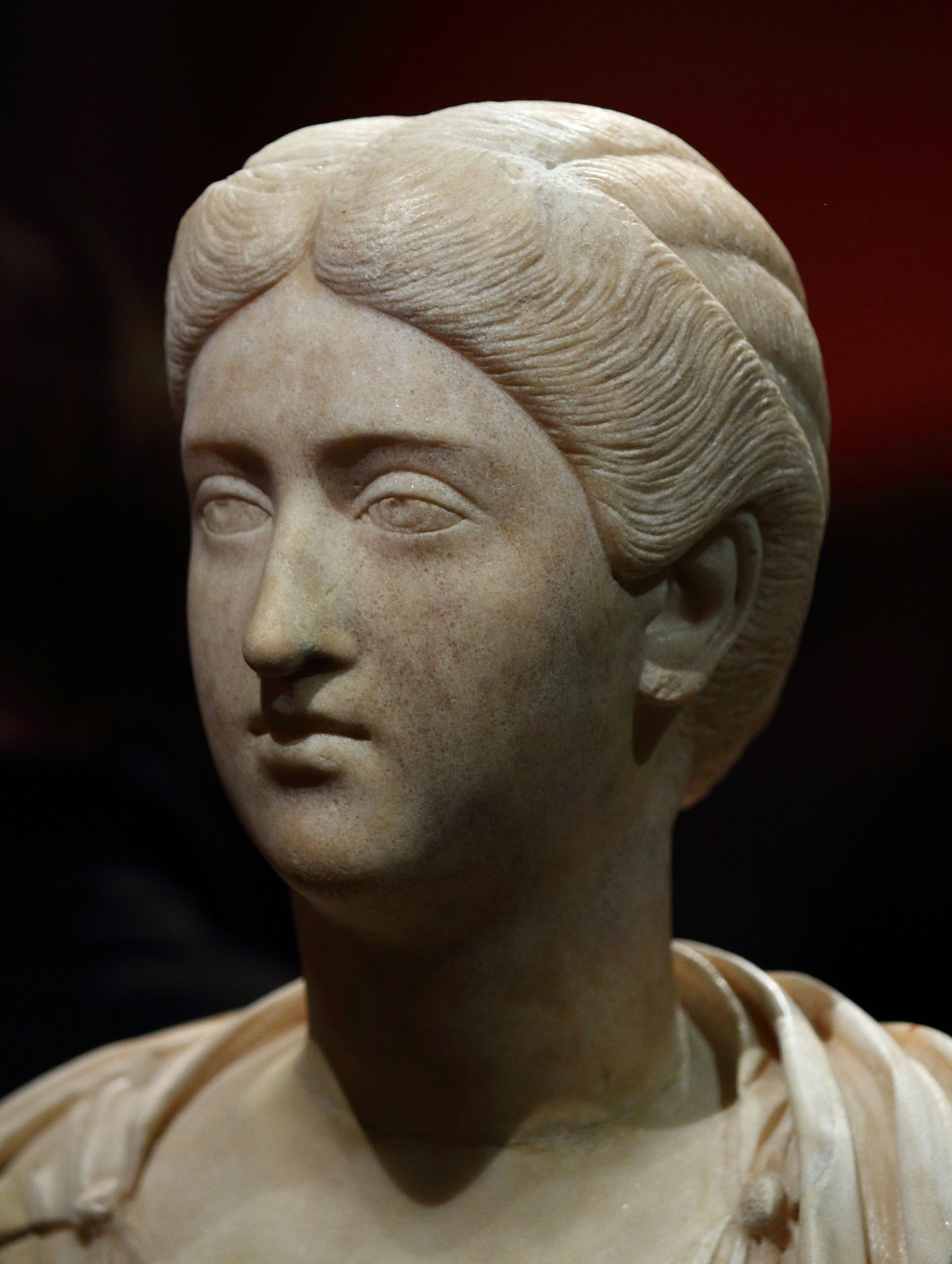
Bruttia Crispina.

Bruttia Crispina, född 164, död 191 på Capri, var en romersk kejsarinna, gift med kejsar Commodus.
Hon var dotter till konsul Gaius Bruttius Praesens och Valeria, och syster till konsul Lucius Bruttius Quintius Crispinus. Hon tillhörde en familj som länge hade stått nära kejsarna. 
Hon gifte sig sommaren 178 vid fjorton års ålder med den sextonåriga kejsar Commodus, som då var medregent med sin far kejsar Marcus Aurelius. Hon medförde en stor hemgift. Äktenskapet arrangerades av hennes far och blivande svärfar. Vigseln var blygsam men mynt slogs till dess ära och largesse utdelades till allmänheten. Vid giftermålet fick hon titeln Augusta (kejsarinna). Hennes svärfar kejsar Marcus Aurelius avled år 180, och hennes makes regeringstid började då på allvar. 
Bruttia Crispina tycks inte ha utövat något inflytande över politiken, trots att hennes svägerska Lucilla påstås ha avundats henne hennes ställning och dess potentiella maktposition. Hon spelade en offentlig representativ roll och hedrades i mynt och inskriptioner. Hon fick inga barn, vilket resulterade i en kris för tronföljden. Det är möjligt att hon var gravid under år 182, vilket kanske kan ha spelat in i hennes svägerska Lucillas misslyckade konspiration mot hennes make kejsaren. 
Bruttia Crispina anklagades av sin make för förräderi och äktenskapsbrott och förvisades till ön Capri, där hon så småningom också dödades. Den exakta tidpunkten och omständigheterna för detta är oklara. Det förmodas att anledningen till att hon försköts handlade om att hon inte fick något barn, vilket innebar en tronföljdskris, och att Commodus använde äktenskapsbrott och delaktighet i en konspiration (förräderi) som förevändning för att kunna förskjuta henne för sterilitet. 
Hennes fall har ibland associerats med Lucillas konspiration under 181-82, men detta har visa sig vara tidsmässigt inkorrekt. Hon ska ha funnits kvar som kejsarinna till åtminstone 188, möjligen 191. 
Det är möjligt att hon istället anklagades för delaktighet i Marcus Aurelius Cleander konspiration och äktenskap, vilken ägde rum 190. 
Hennes namn förekommer fortfarande på inskriptioner i egenskap av kejsarinna så sent som år 191. 